# Classificació dels joves al Giro d'Itàlia
La classificació dels joves al Giro d'Itàlia fou instaurada el 1976, sent una de les classificacions secundàries del Giro d'Itàlia. Aquesta classificació premia al ciclista menor de 25 anys millor classificat en la classificació general. Durant el desenvolupament de la cursa el líder d'aquesta classificació porta un mallot blanc (maglia bianca) que el diferencia de la resta de corredors.

## Història
Entre 1976 i 1994 l'edat estava fixada en 24 anys i a partir de 1994 es deixà de disputar aquesta classificació. No serà fins al 2007 quan es reprengui el seu reconeixement, fixant-se un nou límit d'edat en 25 anys.
El primer ciclista a guanyar la classificació fou l'italià Alfio Vandi el 1976. Cinc ciclistes que han guanyat aquest mallot també han guanyat la general del Giro d'Itàlia: Roberto Visentini, Franco Chioccioli, Pavel Tónkov, Ievgueni Berzin i Nairo Quintana. Berzin va ser el primer a guanyar el mallot rosa i blanc al mateix any (1994), igualat només vint anys després, el 2014, pel colombià Nairo Quintana.

## Palmarès
| Any       | Nom                      | Equip                    | Classificació general |             |
| --------- | ------------------------ | ------------------------ | --------------------- | ----------- |
| 1976      | Alfio Vandi (ITA)        | Magniflex-Torpado        | 7è                    |             |
| 1977      | Mario Beccia (ITA)       | Sanson                   | 9è                    |             |
| 1978      | Roberto Visentini (ITA)  | Vibor                    | 15è                   |             |
| 1979      | Silvano Contini (ITA)    | Bianchi-Faema            | 5è                    |             |
| 1980      | Tommy Prim (SWE)         | Bianchi-Piaggio          | 4t                    |             |
| 1981      | Giuseppe Faraca (ITA)    | Hoonved-Bottecchia       | 11è                   |             |
| 1982      | Marco Groppo (ITA)       | Metauro Mobili-Pinarello | 9è                    |             |
| 1983      | Franco Chioccioli (ITA)  | Vivi-Benotto             | 16è                   |             |
| 1984      | Charly Mottet (FRA)      | Renault-Elf              | 21è                   |             |
| 1985      | Alberto Volpi (ITA)      | Sammontana-Bianchi       | 10è                   |             |
| 1986      | Marco Giovannetti (ITA)  | Gis Gelati-Oece          | 8è                    |             |
| 1987      | Roberto Conti (ITA)      | Selca-Conti              | 15è                   |             |
| 1988      | Stefano Tomasini (ITA)   | Fanini-Seven Up          | 9è                    |             |
| 1989      | Vladímir Pulnikov (URS)  | Alfa Lum                 | 11è                   |             |
| 1990      | Vladímir Pulnikov (URS)  | Alfa Lum                 | 4t                    |             |
| 1991      | Massimiliano Lelli (ITA) | Ceramiche Ariostea       | 3r                    |             |
| 1992      | Pavel Tónkov (RUS)       | Lampre-Colnago           | 7è                    |             |
| 1993      | Pavel Tónkov (RUS)       | Lampre-Polti             | 5è                    |             |
| 1994      | Ievgueni Berzin (RUS)    | Gewiss-Ballan            | Mallot rosa           |             |
| 1995-2006 | No entregat              | No entregat              | No entregat           | No entregat |
| 2007      | Andy Schleck (LUX)       | Team CSC                 | 2n                    |             |
| 2008      | Riccardo Riccò (ITA)     | Saunier Duval-Prodir     | 2n                    |             |
| 2009      | Kevin Seeldraeyers (BEL) | Quick Step               | 14è                   |             |
| 2010      | Richie Porte (AUS)       | Team Saxo Bank           | 7è                    |             |
| 2011      | Roman Kreuziger (CZE)    | Astana Qazaqstan Team    | 6è                    |             |
| 2012      | Rigoberto Urán (COL)     | Team Sky                 | 7è                    |             |
| 2013      | Carlos Betancur (COL)    | AG2R La Mondiale         | 5è                    |             |
| 2014      | Nairo Quintana (COL)     | Movistar Team            | Mallot rosa           |             |
| 2015      | Fabio Aru (ITA)          | Astana Qazaqstan Team    | 2n                    |             |
| 2016      | Bob Jungels (LUX)        | Etixx-Quick Step         | 6è                    |             |
| 2017      | Bob Jungels (LUX)        | Quick-Step Floors        | 8è                    |             |
| 2018      | Miguel Ángel López (COL) | Astana Qazaqstan Team    | 3r                    |             |
| 2019      | Miguel Ángel López (COL) | Astana Qazaqstan Team    | 7è                    |             |
| 2020      | Tao Geoghegan Hart (GBR) | Ineos Grenadiers         | Mallot rosa           |             |
| 2021      | Egan Bernal (COL)        | Ineos Grenadiers         | Mallot rosa           |             |
| 2022      | Juan Pedro López (ESP)   | Trek-Segafredo           | 10è                   |             |
| 2023      | João Almeida (POR)       | UAE Team Emirates        | 3r                    |             |
| 2024      | Antonio Tiberi (ITA)     | Bahrain Victorious       | 5è                    |             |
| 2025      | Isaac del Toro (MEX)     | UAE Team Emirates XRG    | 2n                    |             |